# Jules Guéron
Jules Guéron (Túnez, 2 de junio de 1907, París, 11 de octubre de 1990) fue un físico nuclear francés. Fue profesor, investigador y director de Euratom (Comisión Nuclear Europea). También publicó varios libros y artículos de divulgación.

## Biografía
Se graduó en 1935 en la universidad de París-Sorbona. Ejerció como profesor de la Universidad de Strasburgo hasta el inicio de la Segunda Guerra Mundial. Al caer París, se unió a las fuerzas de la Francia Libre, marchando a Londres; luego estuvo en Cambridge y Montreal uniéndose al proyecto nuclear anglo-canadiense en enero de 1943.
Participó en la Resistencia durante la Segunda Guerra Mundial.
Retornó a Francia al finalizar la guerra con una valiosa experiencia. Junto a Lew Kowarski y Bertrand Goldschmidt se unió al Comisariato para la Energía Atómica creada en 1946 por Charles de Gaulle. Director del departamento de física-química del Comisariato hasta 1958, cuando se convirtió en director general para la investigación y enseñanza en la Euratom (Agencia Europea para la Energía Nuclear), y siguió en ese cargo hasta 1968.
Desde 1958 hasta 1976 fue profesor en la universidad de París-Sud.
Escribió varios libros y cientos de artículos sobre energía nuclear.
Condecorado con la Legión de Honor francesa.
Falleció a causa de un ataque cardíaco en París mientras caminaba por la calle, a los 83 años de edad.